# Jung R 60 D
Als Type Jung R 60 D wurden fünf vierachsige Lokomotiven der Lokomotivfabrik Jung mit dieselhydraulischem  Stangenantrieb bezeichnet, die von 1955 an hergestellt und im Rangier- sowie leichten Güterzugdienst eingesetzt wurden. Einige Maschinen sind bis heute erhalten geblieben.

## Geschichte
Die R 60 D gehört zur dritten Nachkriegsgeneration von Jung-Lokomotiven, die aus insgesamt sieben Typen bestand. Die Bezeichnung Jung R 60 D leitete sich ab aus R = Rangierlokomotive, 60 = ungefähr 1/10 der Motorleistung in PS und D = Achsfolge.
Die erste Lokomotive der Serie erhielt die Werksbahn der Bayer AG. Nach sechs Jahren wurden weitere drei Lokomotiven an die Osthavelländische Eisenbahn (OHE) ausgeliefert. Ein letztes Exemplar wurde ab 1966 bei der Krefelder Eisenbahn-Gesellschaft eingesetzt.

## Technik
Die Lokomotive besitzt einen vorderen Vorbau für den Dieselmotor und einen hinteren Vorbau für das Getriebe und die Hilfsbetriebe. Zwischen beiden ist mittig das Führerhaus angeordnet. Dieses war bei Auslieferung der ersten Lok noch ohne Sonnenschutzblenden ausgeführt, den Sichtschutz hat sie erst später erhalten. Die später gelieferten Lokomotiven erhielten ab Werk die Führerhausform mit Sonnenblenden.
Alle Lokomotiven hatten in der Grundversion einen Sechszylinder-Viertakt-Dieselmotor. Die ersten Maschinenanlagen hatten einen sehr hohen Lärmpegel, der erst durch einen zusätzlichen Schalldämpfer beim Motor und eine zusätzliche Kapselung des Strömungsgetriebes auf ein erträgliches Maß reduziert werden konnte. Die Kraftübertragung vom Motor zum Strömungsgetriebe wurde durch eine lange Gelenkwelle unter dem Führerhausboden realisiert. Am Strömungsgetriebe sind ein Nachschaltgetriebe für Rangier- / Streckengang sowie das Wendegetriebe angebaut. Die Blindwelle liegt außerhalb der Achsgruppe. Die Achsen sind im Rahmen starr gelagert.

## Einsatz
Die Lokomotiven der Bayerbahn und der Krefelder Eisenbahn-Gesellschaft waren bis ungefähr 1980 im Dienst und wurden dann nach Italien verkauft.

### Osthavelländische Eisenbahn DL 4–6
Von den drei Lokomotiven wurde die DL 4 in den 1980er Jahren nach Italien verkauft. Der Verbleib dort ist nicht bekannt.
Die DL 5 blieb als Museumslokomotive bei der ab 2006 umfirmierten Gesellschaft Havelländische Eisenbahn, die DL 6 war 2019 noch vorhanden und dient als Ersatzteilspender. Am 14. Juli 2023 wurde die DL6 an den ESV Lok Elstal abgegeben und auf deren Sportplatz als Maskottchen aufgestellt.